# نووا پریس
نووا پریس (انگلیسی: Nova Peris؛ زادهٔ ۲۵ فوریهٔ ۱۹۷۱) بازیکن سابق هاکی روی چمن و دونده و عضو سنای استرالیا است.